# Dahir Riyale Kahin

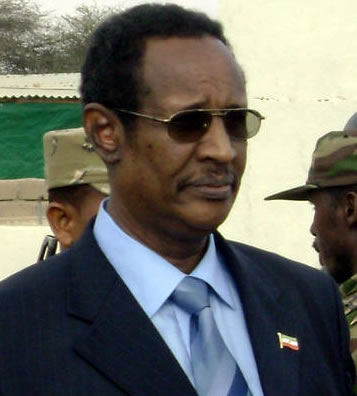
Dahir Riyale Kahin

Dahir Riyale Kahin (somalí: Daahir Riyaale Kaahin) (12 de marzo de 1952) fue presidente de la autoproclamada República de Somalilandia. 
Se convirtió en el tercer presidente del país el 5 de mayo de 2002, después de la muerte de Ibrahim Egal. Ganó las elecciones del 14 de abril de 2003, representando al Ururka Dimuqraadiga Umada Bahawday (UDUB), o Partido Unido Democrático del Pueblo y tomó posesión del cargo el 16 de mayo de 2003.
Nació en Quljeedo (Awdal) y se educó en la URSS. Entre sus anteriores oficios se incluyen: diplomático de la Embajada somalí en Yibuti, pertenencia a los servicios de inteligencia, gobernador de Awdal, hombre de negocios y vicepresidente de la República de Somalilandia de 1997 a 2002.
| Predecesor: Muhammad Haji Ibrahim Egal | Presidente de Somalilandia 2002–2010 | Sucesor: Ahmed M. Mahamoud Silanyo |

- Datos: Q355458
- Multimedia: Dahir Riyale Kahin / Q355458